# Joaquín Varas
José Joaquín Matte Varas (* 17. April 1923 in Santiago de Chile; † 12. Mai 2010 ebenda) war von 1983 bis 1995 Militärbischof von Chile.

## Leben
Joaquín Varas studierte Philosophie an dem Päpstlichen Priesterseminar von Santiago und Theologie in der Theologischen Fakultät der Katholischen Universität von Chile. Er empfing am 20. September 1947 die Priesterweihe durch den Erzbischof von Santiago de Chile, José María Kardinal Caro. Er war ab 1948 Sekretär von Kardinal José María Caro. Von 1959 bis 1969 war er Professor für Religion an der Finanzhochschule in Chile und von 1960 bis 1973 Direktor der nationalen Katechese. Er war ab 1967 Vikar und Pfarrer von St. Crescente. 1960 war er Generalvikar des Bistums Copiapó. Von 1967 bis 1968 Direktor des lateinamerikanischen Katechetischen Instituts. Anschließend war Varas Professor an der Pontificia Universidad Católica de Chile und am Päpstlichen Priesterseminar von Santiago.
Papst Johannes Paul II. ernannte Joaquín Varas 1983 zum Titularbischof von Alba und bestellte ihn zum Militärbischof von Chile. Die Bischofsweihe spendete ihm am 30. Dezember 1983 in der Kathedrale von Santiago der Erzbischof von Santiago de Chile, Juan Francisco Fresno Larraín; Mitkonsekratoren waren der Erzbischof von La Serena, Bernardino Piñera Carvallo, und sein Amtsvorgänger, Francisco Stock. Sein Wahlspruch war Mihi vivere Christus est. Er war ein Mitglied der Gesellschaft für Geschichte und Geographie, der Akademie für Militärgeschichte und der Gesellschaft für Geschichte der Kirche in Chile sowie von 1985 bis 1989 Mitglied des Ausschusses für Militärpastoral in Rom.
Sein Amt als Militärbischof legte er aus gesundheitlichen Gründen am 31. Januar 1995 nieder. Seinem Rücktrittsgesuch als Titularbischof wurde durch Papst Johannes Paul II. am 7. März 1998 stattgegeben.